# Tim Jenkin
 (mars 2020).
Si vous disposez d'ouvrages ou d'articles de référence ou si vous connaissez des sites web de qualité traitant du thème abordé ici, merci de compléter l'article en donnant les références utiles à sa vérifiabilité et en les liant à la section « Notes et références ».
Timothy Peter Jenkin, né en 1948 au Cap, est un écrivain sud-africain, ancien militant anti-apartheid et prisonnier politique. 
Il est notamment connu pour son évasion, en 1979, de la prison locale de Pretoria (qui fait partie du complexe de la prison centrale de Pretoria), avec Stephen Lee et Alex Moumbaris .

## Biographie

### Jeunesse et éducation
Jenkin est né au Cap en Afrique du Sud et a effectué ses études lycée et collège de garçons de Rondebosch, où il obtient  son bac à l'âge de 17 ans. 
Après avoir quitté l'école, il échappe à la conscription dans les Forces de défense d'Afrique du Sud et travaille à divers emplois, pendant deux ans, montrant peu d'intérêt en quoi que ce soit mis à part les courses de motos. Il quitte l'Afrique du Sud pour le Royaume - Uni en 1970. Il travaille alors dans une usine de fibre de verre. Ses mauvaises conditions de travail et son faible salaire développent chez lui une certaine conscience sociale et un intérêt pour la sociologie, ce qui l'amène à s'intéresser à la situation politique et sociale de son pays de naissance. Il écrira plus tard qu'il avait « grandi comme un Sud-Africain blanc » normal « et complaisant » qui « a accepté sans réfléchir le système et, pendant vingt et un ans, ne l'a jamais remis en question »[réf. nécessaire]. 
À la fin de 1970, Jenkin s'inscrit à l' Université du Cap (UCT), en Afrique du Sud, où il obtient un baccalauréat en sciences sociales à la fin de 1973.

### Premières activités politiques
Jenkin fait la connaissance de Stephen Lee (en) durant un cours de sociologie à l'UCT. Ils deviennent rapidement amis et tous deux se mettent en quête de documentation interdite, considérée comme subversive par le gouvernement, qu'ils diffusent ensuite auprès d'autres étudiants. Déçus par leur cours de sociologie qu'ils perçoivent comme favorable aux principes d'apartheid, ils décident de sortir de la légalité pour rejoindre les mouvements interdits en lutte contre l'apartheid. En février 1974, ils quittent l'Afrique du Sud pour l'Angleterre où ils rejoignent le Congrès national africain(ANC), une organisation anti-apartheid, alors interdite en Afrique du Sud. 
C'est à cette époque que Jenkin rencontre sa future épouse Robin. En attendant que sa demande d'adhésion à l'ANC soit acceptée, Jenkin  travaille comme assistant social dans une maison de correction à Swindon. Son adhésion obtenue à l'ANC, jenkin et Lee reçoivent alors une formation de l'ANC, portant sur diverses tactiques de diffusion de propagande, et sur la mise en place de structures de communication et financières. 
À leur retour au Cap, en juillet 1975, Lee et Jenkin achètent une machine à écrire, un duplicateur et du papier à lettres pour imprimer et publier des brochures. Ils louent un garage et un appartement. Jenkin travaille alors comme chercheur pour l'Institut du développement social à l'université du Cap-Occidental, une université réservée alors aux personnes de couleurs (coloureds et métis du Cap).
En mars 1976, Lee se rend à Johannesburg pour chercher du travail. L'ANC les mandate alors tous les deux pour leur première mission consistant, le jour de l'anniversaire du massacre de Sharpeville, à disperser, au moyen d'un engin artisanal explosif, des tracts exhortant à soutenir l'ANC et l'union entre les mouvements anti-apartheid. Après avoir rempli cette mission, ils distribuent des centaines de tracts. 
Après le succès de leur première mission, Jenkin a travaillé à affiner le mécanisme du retardateur de son engin artisanal afin que lorsque celui explose et libère ses tracs, il soit déjà loin. 
Alors que Lee travaille pour l'Université du Witwatersrand, Jenkin dirige seul la cellule du Cap. En mai 1976, Jenkin retourne  à Londres à la demande de l'ANC, tandis que Lee continue à disperser ses bombes à tracts autour de Johannesburg. En juillet 1976, quatre agents de l'ANC, dont l'auteur Jeremy Cronin, sont arrêtés pour un travail similaire au Cap et condamnés à des peines de prison. 
Sans se laisser décourager, Jenkin poursuit ses travaux au Cap, trouvant de nouveaux locaux et changeant régulièrement son matériel d'impression, procédant à de nouveaux bombardements de tracts à Johannesbourg. Si Jenkin est peut-être sous surveillance, il continue ses voyages à Londres sans être inquiété. En septembre 1976, Lee et Jenkin parviennent à accrocher une bannière de 10 mètres de long avec les mots « ANC LIVES » dans un immeuble élevé du centre du Cap, ainsi qu'un appareil chronométré qui distribuait des centaines de tracts au-dessus de la foule. Lee revient au Cap en décembre 1976, après s'être inscrit à une maîtrise en sociologie. Ils continuent leur militantisme clandestin, bien qu'étant à ce moment-là, et à leur insu, sous surveillance policière.

### Arrestation et prison
Le 3 mars 1978, à 3 heures du matin, ils sont tous deux arrêtés après avoir été vus en train de déplacer leur matériel d'impression dans leur logement. Ils sont emmenés au poste de police de Caledon Square, le siège de la Branche de la sécurité au Cap, où ils sont séparés, interrogés et placés dans des cellules, sans être informés des charges ou de leurs droits, procédure légale en vertu de l'article 6 de la loi sur le terrorisme, qui autorisait la détention sans jugement pendant une durée pouvant aller jusqu'à 60 jours, et était extensible. Lee fait une tentative d'évasion qui échoue. Après un passage au quartier général de la police de John Vorster Square à Johannesbourg, ils sont renvoyés au Cap et, après quatre semaines, autorisés à voir leur famille, et détenus à la prison de Pollsmoor dans l'attente de leur procès. Après que le père de Lee lui a apporté une copie du livre Papillon, le livre les incite à envisager sérieusement la perspective d'une évasion. 
Avec Lee, Jenkin est accusé d'avoir « produit et distribué 18 brochures différentes au nom d'organisations interdites », notamment le parti communiste (SACP), l'ANC et sa branche armée, Umkhonto we Sizwe, de 1975 à 1978, et d'avoir exhorté les gens à rejoindre les mouvements de libération. Le procès devant la Cour suprême du Cap a lieu du 6 au 15 juin 1978. Sur la base de leurs conseils juridiques, tous deux plaident coupable à toutes les charges. Ils sont tous deux reconnus coupables et Jenkin est condamné à 12 ans de prison tandis que Lee est condamné à huit ans.

#### Évasion
Peu de temps après leur incarcération, Jenkin, Lee et plusieurs autres détenus commencent à planifier une évasion, qui impliquerait des copies de plusieurs clés de prison que Jenkin a fabriquées, Jenkin ayant par ailleurs introduit de l'argent en contrebande. Le plan initial est que huit des co-détenus fuiraient, laissant derrière eux deux autres prisonniers qui approchaient de la fin de leur peine. L'un des futurs potentiels candidats à l'évasion, Denis Goldberg, communique avec des camarades de l'ANC par le biais de lettres codées envoyées à Baruch Hirson à Londres, lequel retransmet à Joe Slovo au Mozambique. Une date pour l'évasion est fixée et un véhicule d'évacuation préparé. 
Au fur et à mesure que le plan évolue, il devient clair que, pour que l'évasion soit réussie, elle soit limitée à trois personnes, qui devraient se cacher dans un petit placard à un moment donné. Si les préparatifs d'évasion apportent des divergences d'opinion parmi les co-détenus, ils restent bon camarades et tous contribuent d'une manière ou d'une autre à l'effort d'évasion. Le fait qu'ils soient tous en prison pour leurs activités politiques et pour leurs convictions les unissent et « en tant que membres d'une organisation révolutionnaire, [ils] sont disciplinés et partagent [leurs] souffrances collectives ». Si Goldberg et d'autres renoncent à s'évader,   Goldberg continue d'être impliqué dans les préparatifs. 
En décembre 1979, Jenkin, Lee et son co-détenu Alex Moumbaris s'enfuient de la prison centrale de Pretoria en utilisant des clés faites à la main, bénéficiant de l'aide de Goldberg qui distrait le directeur pendant que les trois s'échappent. Allan Stevenson, le directeur de la prison lors des faits, donnera sa démission quelques jours après l’évasion.
Une fois en dehors de la prison, ils parviennent à quitter l'Afrique du Sud, voyageant à travers l'Angola, la Zambie et la Tanzanie jusqu'à Londres.

### Vie après la prison
Jenkin et Lee apparaissent lors d'une conférence de presse à Lusaka avec Oliver Tambo le 2 janvier 1980 pour raconter leur histoire avant de déménager à Londres, où Jenkin travaille comme attaché de recherche pour le Fonds international de défense et d'aide. Lui et Lee réalisent une tournée de conférences en Suède au début des années 1980. 
A Camden où il réside, Jenkin bricole un ordinateur rudimentaire qui créé des messages codés, lesquels sont envoyés par l'ANC à leurs agents, y compris à Nelson Mandela en prison. 
Jenkin revient en Afrique du Sud en 1991 pour gérer le réseau de communication de l'ANC. Il travaille pour l'unité d'information des élections de l'ANC à partir de 1994 (l'année des premières élections au suffrage universel en Afrique du Sud, sans distinction raciale, permettant à l'ANC d'arriver au pouvoir), avant d'être nommé à la tête de leur unité d'information électronique au Cap plus tard dans l'année. En 1997, il devient directeur de Unwembi Communications (Pty) Ltd. 
Il a cofondé le Community Exchange System, un système commercial basé sur Internet, en 2003 et a effectué une tournée nationale en Australie avec Karel Boele en 2015 pour en parler.

## Reconnaissance
- En 2007, il est élu membre Ashoka .
- En avril 2018, il reçoit le RSA Conference Award pour son action dans le domaine du service humanitaire

## Livres, télévision et films
En 1987, son livre Escape from Pretoria est publié à Londres. Une nouvelle édition est publiée à Johannesbourg et à Londres sous le titre Inside Out: Escape from Pretoria Prison en 2003. 
En 1995, Jenkin écrit une série d'articles en six parties intitulée Talking to Vula: The Story of the Secret Underground Communications Network of Operation Vula. 
En 2013, l'histoire de l'évasion de la prison est dramatisé dans le 7e épisode de la 2e saison de Breakout , une série télévisée réalisée par la chaîne de télévision National Geographic, évoquant des évasions de prison réelles. La vidéo présente des extraits d'entretiens avec Jenkin, Lee, Moumbaris et Goldberg filmés en 2012, entre des scènes reconstituées de l'évasion de la prison. 
En 2014 , Marion Edmunds réalise un film documentaire intitulé The Vula Connection, consacré à Jenkin et à son rôle dans la création d'un ingénieux système de communication secrète qui a permis aux agents de Vula de pénétrer en secret les frontières de l'Afrique du Sud, pour finalement faire passer des messages à Nelson Mandela emprisonné. 
En mai 2017, est annoncé la production d'un film basé sur le livre de Jenkin. Produit par David Barron et avec Daniel Radcliffe dans le rôle de Jenkin, Ian Hart dans le rôle de Goldberg et Daniel Webber dans le rôle de Lee. Le tournage de Escape from Pretoria a lieu à Adélaïde, en Australie du Sud, en mars 2019.  Jenkin y passe quelque temps, conseillant Radcliffe sur l'accent et d'autres aspects du film, jouant également un prisonnier à côté de Radcliffe. Il participe également à un parkrun local, un passe-temps qui, selon lui, remonte à l'époque où il était en prison et qu'il essayait de rester en forme. 